# AVX Corporation
AVX Corporation és un fabricant nord-americà de components electrònics amb seu a Fountain Inn, Carolina del Sud. És el major empresari industrial del comtat d'Horry, Carolina del Sud, amb gairebé 1.000 treballadors a Myrtle Beach i Conway. AVX té 9.900 empleats i opera als Estats Units, Europa i Àsia. AVX és una filial de Kyocera Electronics Corporation.
Les vendes del 2012 van ser d'1.545 milions de dòlars. La despesa de capital per a l'any 2010 es va situar en un mínim de cinc anys de 28,888 milions de dòlars, un 34,6% inferior a l'any anterior i un seixanta per cent menys que el 2008, el benefici per acció va créixer un 78,7% tot i que les vendes totals van caure (tot i que els ingressos van créixer amb cada trimestre successiu des d'abril de 2009)
A partir de l'1 d'octubre de 2021, l'empresa va canviar el seu nom a KYOCERA AVX Components Corporation i utilitzarà KYOCERA AVX com a marca comercial.

## Productes
AVX té tres unitats de negoci. Components passius inclou components elèctrics per a la frenada d'automòbils, telèfons mòbils, fotocopiadores, audiòfons i locomotores. KED Resale ven productes Kyocera, incloent condensadors ceràmics i de tàntal. Els connectors s'utilitzen a les indústries de l'automoció i la medicina.
Els principals clients d'AVX són Motorola, Nokia i Robert Bosch GmbH.
Àsia representa el 45 per cent de les vendes d'AVX.